# Diecezja poniewieska
Diecezja poniewieska – łac. Dioecesis Panevezensis – diecezja Kościoła rzymskokatolickiego na Litwie.

## Historia
Diecezja powstała 4 kwietnia 1926 po likwidacji diecezji żmudzkiej. Wchodzi w skład metropolii wileńskiej.

## Ordynariusze
- bp Kaziemiras Paltarokas – (1926–1957)
- bp Juozas Preikšas (1991–2002)
- bp Jonas Kauneckas (2002–2013)
- bp Lionginas Virbalas, SI (2013–2015)
- bp Linas Vodopjanovas (od 2016)

## Sanktuaria
- kościół Wniebowzięcia Najświętszej Maryi Panny w Krakinowie